# 李再可
李再可（？—？），河南荥阳人。清朝官員。
李再可於清仁宗嘉慶十四年（1809年）中式己巳恩科三甲進士，宣宗道光初，知廣東三水縣事。道光五年（1825年），任廣東新會縣知縣。今三水魁岗文塔有其墨蹟。